# An Aeroplane Elopement
An Aeroplane Elopement è un cortometraggio muto del 1911 diretto da William Humphrey.

## Produzione
Il film fu prodotto dalla Vitagraph Company of America.

## Distribuzione
Distribuito dalla General Film Company, il film - un cortometraggio in una bobina - uscì nelle sale cinematografiche statunitensi l'11 novembre 1911.